# Звуковий ефект

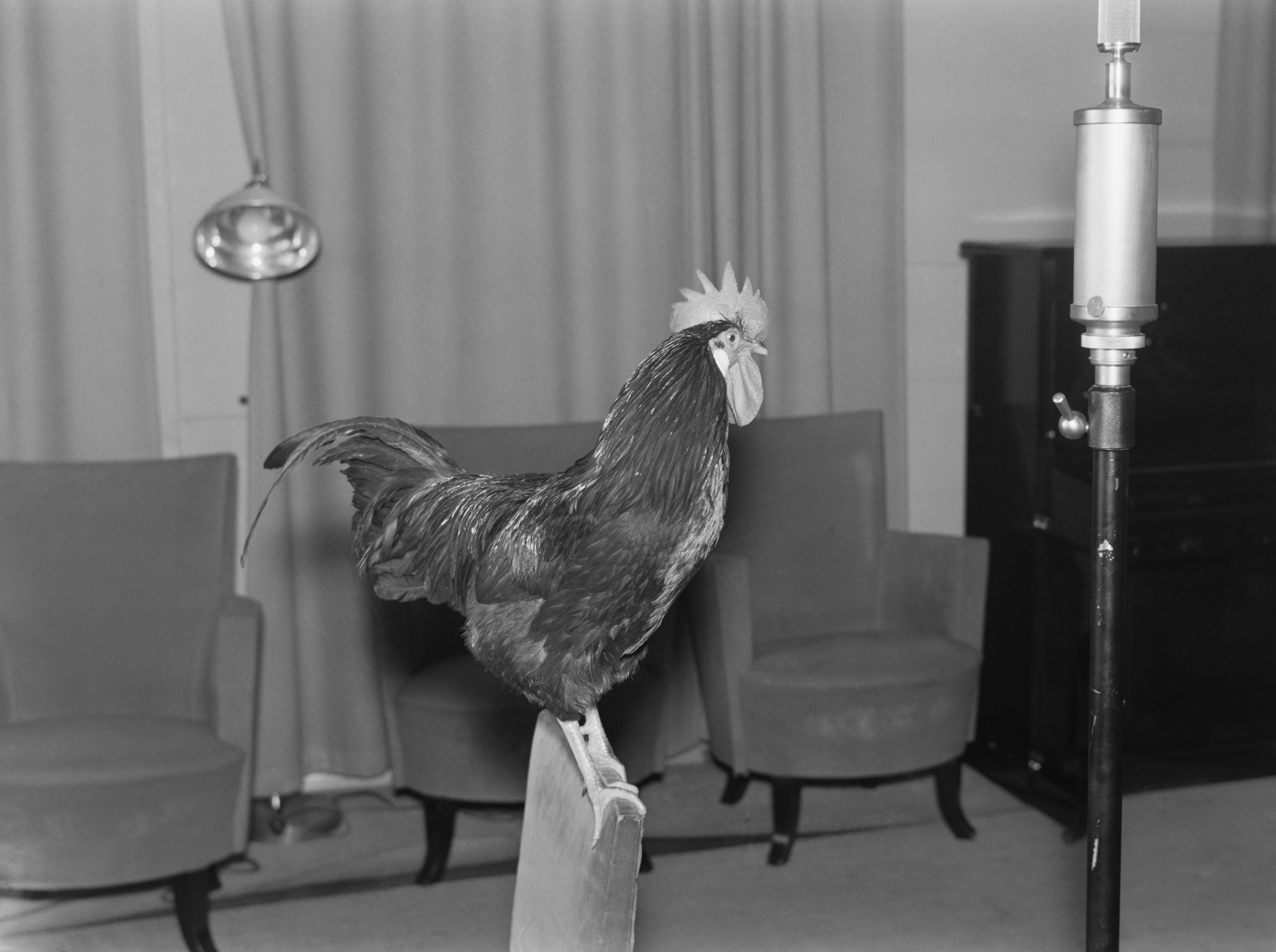
Живий півень у студії звукозапису «Yle» у Фінляндії 1930-х років

Звукові ефекти (англ. Sound effects або англ. audio effects) — штучно створені або підсилені звуки, або обробка звуку, що застосовуються для підкреслення художнього або іншого змісту в кіно, відео іграх, музиці або інших медіа.

## Технічні ефекти
Типовими звуковими ефектами, які застосовуються при підготовці аудіоматеріалу є такі:
- луна (англ. echo delay) — один або декілька затриманих сигналів додаються до оригінального. Для того, щоб ефекти сприймалися як відлуння, затримка мусить бути порядку 50 мілісекунд або більше. Ефект може бути досягнутим за допомогою як аналогової, так і цифрової обробки. Якщо значна кількість затриманих сигналів відтворюється упродовж кількох секунд, результуючий сигнал створює ефект присутності у великому приміщенні і сприймається як ефект реверберації.
- фленжер (англ. flanger) — затриманий сигнал додається до оригінального із змінною затримкою до 10 мілісекунд. Цей ефект досягається цифровою обробкою, хоча раніше досягався відторенням запису на двох синхронізованих програвачах та наступним мікшуванням. Для досягнення ефекту оператор поміщав свій палець на кромку (англ. flange) одного з дисків, що трохи заповільнювало його рух, а відтак і його звучання. Коли оператор прибирав свій палець, механізм прискорював рух диску до синхронізації з іншим.
- фейзер (англ. phaser) — сигнал роздвоюють, частина його фільтрується фазовим фільтром для створення фазового зсуву, після чого фільтрований та нефільтрований сигнали змішуються. Ефект фейзеру подібний до ефекту фланжеру, однак важко відтворюваний на аналоговій апаратурі. Фейзери використовують для досягнення «синтезації» або «електронізації» натуральних звуків, таких як людська мова. Голос персонажу C-3PO з фільму Зоряні війни був створений шляхом редагування голосу актора фейзером.
- хорус (англ. chorus) — затриманий сигнал додається до оригінального з постійною затримкою. Затримка має бути малою для уникнення ефекту ехо, але більшою за 5 мс, в інакшому разі інтерференція хвилі призведе до ефекту фленжеру. Часто затримані сигнали трохи зсувають по висоті для досягнення реалістичнішого ефекту ансамблевого музикування.
- еквалайзер (англ. equalization) — різні частотні смуги підсилюються або послаблюються для корегування тембральних характеристик. Є різновидом фільтрації звуку. Скорочено — EQ.
- фільтрація звуку — процес, що використовує різні види звукових фільтрів. Смугова фільтрація голосу може симулювати ефект телефонної розмови.
- овердрайв (англ. overdrive) ефект, подібний до ефектів fuzz box продукує спотворені звуки, може імітувати голос роботів або радіотелефонні сигнали. Класичний овердрайв спричиняє до обрізки (clipping) сигналу, коли його абсолютна величина перевищує певний поріг (threshold).
- Звуковисотний зсув (англ. pitch shift) підвищує або знижує висоту звукових сигналів. Цей ефект часто використовується для корекції співу поп-співаків, що співають фальшиво. Швидкість відтворення (темп) при цьому залишається сталим.
- Розтягнення часу (англ. time stretching) — на відміну від звуковисотного зсуву, цей ефект змінює швидкість відтворення аудіосигналу (темп), не змінюючи його висоти.
- ефект резонансу — підсилює обертони на власних частотах частотах.
- Компресія звуку (англ. compression) — зменшення амплітудного діапазону звуку з метою запобігання мимовільних коливань динаміки. Компресію звуку не слід плутати зі стисканням звукових даних.
- 3D аудіо ефекти — поміщає звуки за межами стереобази
- обернене відлуння (англ. reverse echo) — ефект наростання, коли відлуння звуку випереджає сам звук. Винахідниками цього ефекту вважаються Jimmy Page та Led Zeppelin (напр пісня Whole Lotta Love.